# Martin Johann Jenisch (fils)
Pour les articles homonymes, voir Jenisch (famille).
 (mai 2023).
Si vous disposez d'ouvrages ou d'articles de référence ou si vous connaissez des sites web de qualité traitant du thème abordé ici, merci de compléter l'article en donnant les références utiles à sa vérifiabilité et en les liant à la section « Notes et références ».
Martin Johann Jenisch fils (né le 12 avril 1793 à Hambourg - mort le 7 mars 1857 à Vevey) est un commerçant et un sénateur de Hambourg influent.

## Biographie
Fils du commerçant et du sénateur Martin Johann Jenisch, Martin Johann Jenisch hérite à la mort de son père d'une fortune considérable qu'il essaie alors d'assurer en achetant des terres à Hambourg et dans le Holstein.
En 1828, il acquiert les terres du baron Caspar Voght à Klein Flottbek, puis les domaines de Blumendorf und Fresenburg près de Bad Oldesloe et la seigneurie de Kalø dans le Jütland. C'est sur ses possessions de Klein Flottbek, aujourd'hui le Jenischpark, qu'il fait construire entre 1831 et 1834 la Maison Jenisch par l'architecte Franz Gustav Joachim Forsmann. C'est dans cette maison que se situe aujourd'hui une annexe du Musée d'Altona. C'est à Vevey que sa femme fonde le Musée Jenisch. 
C'est en tant que sénateur et président de la commission de construction que Jenisch gagne ses galons. Après le grand incendie de Hambourg en 1842, il est responsable de la reconstruction des parties de la ville détruites.